# آرامگاه ناصرالحق
آرامگاه ناصرالحق برجی آرامگاهی مربوط به سدهٔ ۹ ه‍.ق است و در آمل، محله پایین بازار، چاکسر واقع شده و این اثر در تاریخ ۱۵ دی ۱۳۱۰ با شمارهٔ ثبت ۶۰ به‌عنوان یکی از آثار ملی ایران به ثبت رسیده است.

## دیدگاه‌ها
ملگنوف می‌گوید: گنبد ناصرالحق که یکی از سادات حسنی است در آمل قرار دارد، ناصرالحق، ابومحمد حسن اطروش مشهور به ناصر کبیر از فقه، علماو شعرای توانمند شیعه در قرن سوم ه‍.ق است. شیخ طوسی او را در شمار اصحاب امام هادی آورده‌است. او سومین فرماندار تشیع در جهان و حاکم طبرستان بود و از این رو که بر اثر اصابت شمشیری در نبردگاه کر شده بود به اطروش خوانده می‌شد. وی همچنین جد مادری شریف رضی و سید مرتضی است. این گنبد دارای چند درب ورودی و گنبدی مدور که در سابق دارای سرامیک الوان بود و هنوز تکه‌هایی از ان آثار باقی است. این گنبد در زمانه‌های دور به گونه‌ای دیگر بود و به آن گنبد کبود می‌گفتند و ۹۰۰ صد سال زیارتگاه جهانیان بود و بعدها تخریب گشت و به دست مرعشیان گنبد فعلی ساخته شد. بنای اولیه با توجه به متون تاریخی از میان رفته چنان‌که ابن اسفندیار می‌نویسد مقبره و مدرسه و کتابخانهای که او تأسیس کرد و رقبات و موقوفاتی که برای آنها در نظر گرفته شده بود، تا قرن هفتم هجری در آمل بر جای بود. در مورد این بنا سید ظهیرالدین مرعشی در کتاب تاریخ طبرستان و رویان و مازندران می‌نویسد در سال ۸۱۴ هجری سید علی ساری به زیارت مشهد مبارک ناصرالحق رفته و به همره سید قوامالدین مرعشی با برادران خود عمارت دیگر بنیاد کردند؛ بنابراین گنبد ناصرالحق از بناهای قرن نهم هـ. ق است.

## داخل بنا
در داخل بنا، سقف مدور وجود دارد که در بالای آن سوراخی وجود دارد و به گنبد بنا می‌رسد. مولانا اولیاء ا… آملی می نوسید مقبره ناصر الحق در قرن نهم هجری قمری توسط سیدعلی ساری ساخته شده است.

## زیارتگاه
این مزار محل زیارت شیعیان چهار امامیه سراسر جهان به ویژه شیعیان زیدیه کشورهای یمن و مصر است.

## نگارخانه

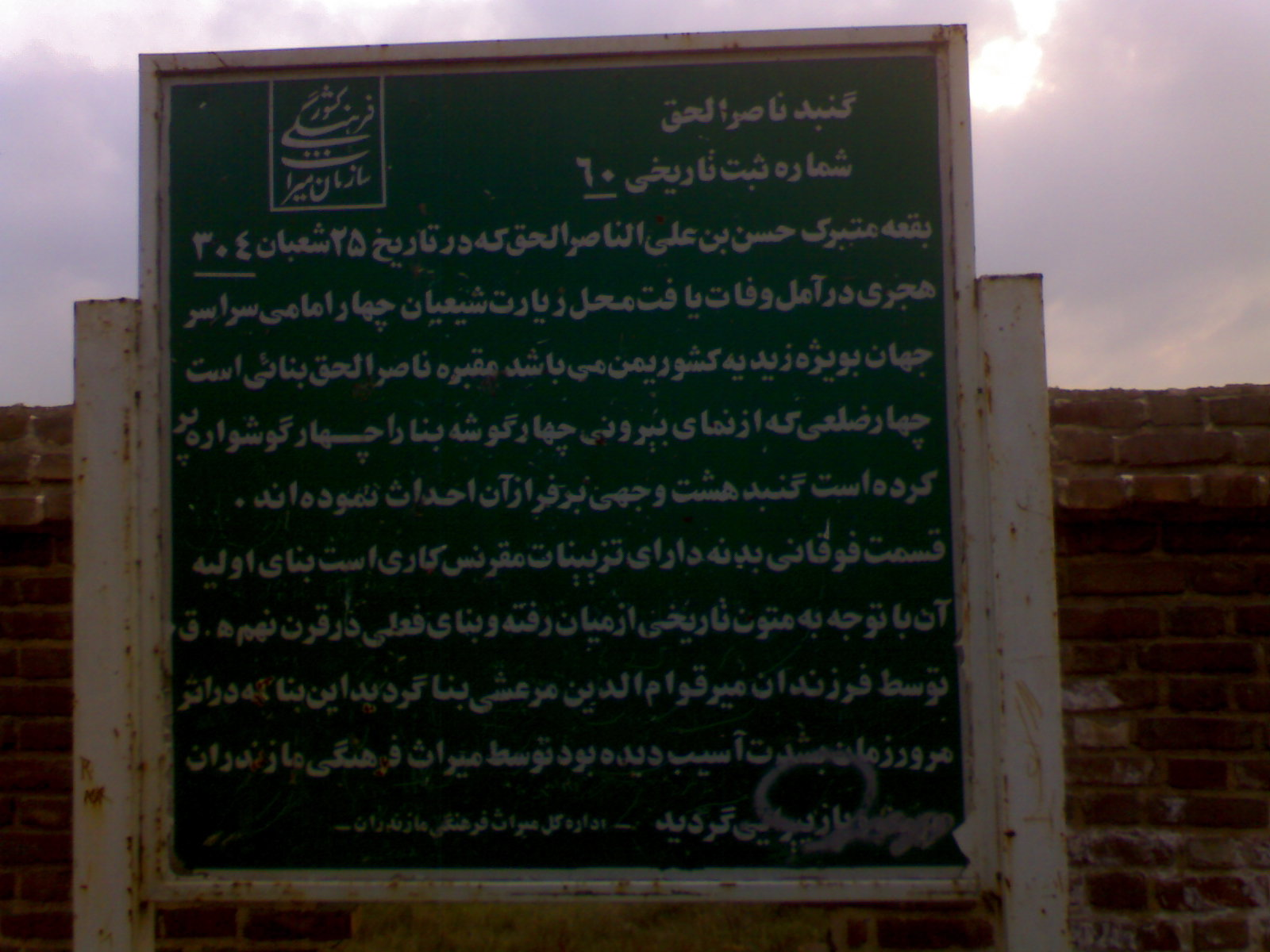
تابلو معرفی گنبد ناصر الحق
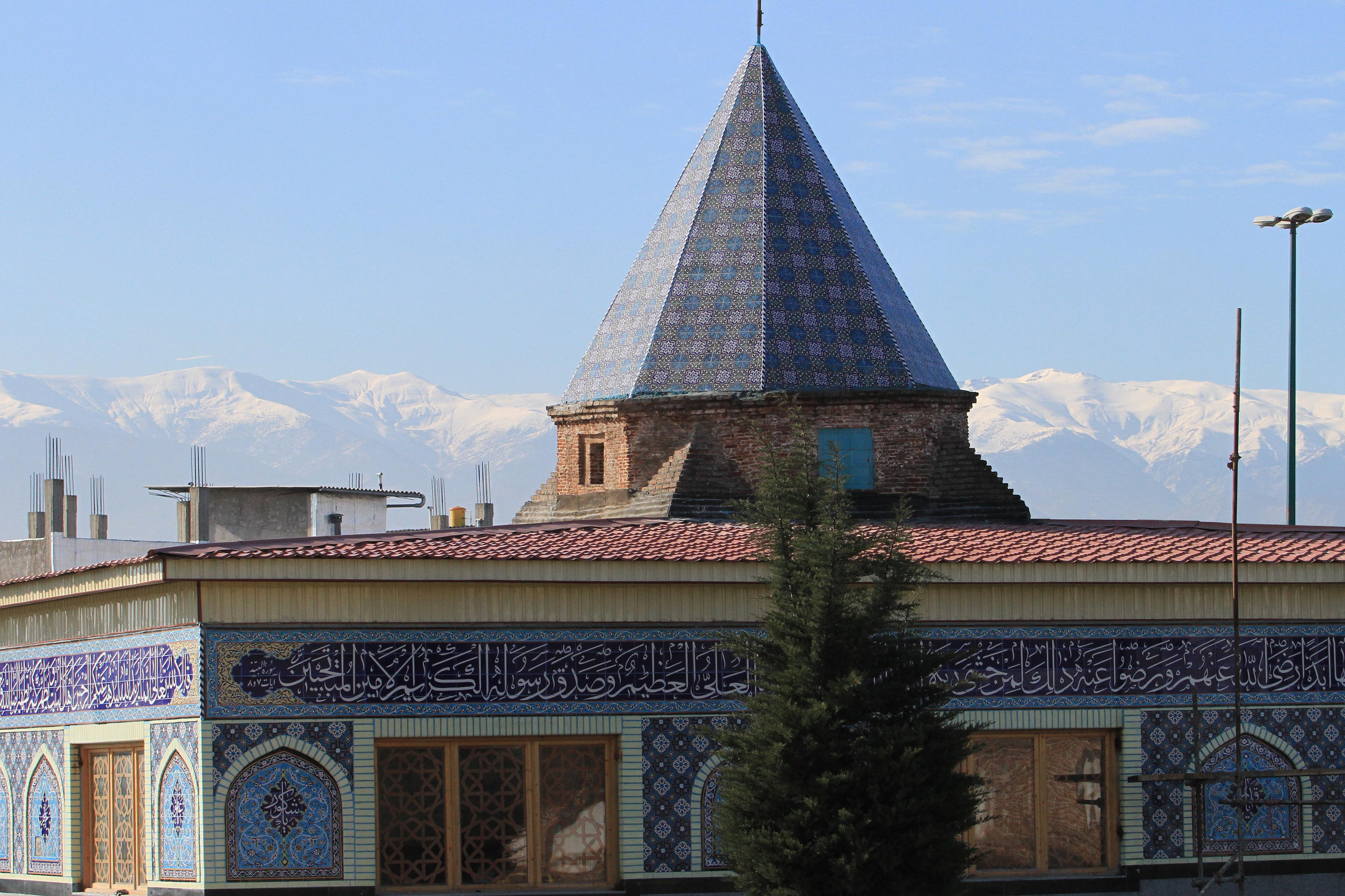